# Atuagagdliutit
Atuagagdliutit/Grønlandsposten (kurz: AG) ist eine landesweite grönländische Zeitung.

## Geschichte
Die Atuagagdliutit wurde 1861 als erste grönländische Zeitung durch den Inspektor von Südgrönland, Hinrich Johannes Rink, gegründet. Sie war ein Teil des Reformprogramms, das Rink ab den 1850er Jahren durchführte, um die grönländische Kultur zu stärken. Der Druck der Zeitung war erst durch die Einführung einer einheitlichen grönländischen Orthografie durch Samuel Kleinschmidt 1851 und die Gründung der grönländischen Druckerei 1857 durch Rink ermöglicht worden.
Die Erstausgabe erschien am 1. Januar 1861 mit dem Untertitel Nalingínarnik tusaruminásassunik univkât (etwa „Erzählungen von allgemeinen Dingen, um leicht davon zu hören“). Erster Redakteur war Rasmus Berthelsen. Der Name der Zeitung Atuagagdliutit bedeutet wörtlich „Womit man etwas zu lesendes bereitstellt“. Anfangs erschien die Zeitung monatlich, wurde aber an den meisten Orten wegen der schwierigen Logistikbedingungen nur einmal jährlich mit allen Ausgaben des Jahres verteilt. Der Inhalt der Zeitung war vielfältig. Sie enthielt nur wenige Nachrichten, da diese beim Lesen schon wieder veraltet sein würden, informierte aber dennoch über Weltgeschehen, enthielt beispielsweise Ratschläge zur Robbenjagd und brachte ins Grönländische übersetzte Fortsetzungsromane wie zum Beispiel Robinson Crusoe in den ersten Jahren der Zeitung. Die Zeitung war eine der ersten der Welt, die illustriert war, wobei vor allem Aron von Kangeq für die Illustrationen zuständig war. Die Atuagagdliutit war außerdem die erste Zeitung der Welt, die den Vierfarbendruck verwendete. Ab Ende des 19. Jahrhunderts wurde die Atuagagdliutit verstärkt durch Leserbeiträge geprägt, wodurch sie sich zu einem Debattenforum entwickelte, wobei sich einzelne Leserdebatten wegen des seltenen Erscheinens über Jahre hinziehen konnten.
Bis 1914 wurde die Produktion der Zeitung vom dänischen Staat bezahlt. Ab 1914 war es möglich, Werbeanzeigen in der Atuagagdliutit zu schalten. Ab 1932 erschien die Zeitung zweimal monatlich. Im Zweiten Weltkrieg erschien in Grönland die von Christian Vibe gegründete dänischsprachige Zeitung Grønlandsposten („Die Grönlandspost“). Sie fusionierte 1952 mit der Atuagagdliutit zu der zweisprachigen Zeitung Atuagagdliutit/Grønlandsposten (AG). Die Atuagagdliutit war bis dahin kostenlos gewesen, musste aber ab 1952 abonniert werden. Ab 1974 erschien die Zeitung wöchentlich, ab 1988 dreimal wöchentlich, ab 1993 zweimal wöchentlich und heute wieder nur einmal wöchentlich. 1991 erreichte die Zeitung mit einer Auflage von 6000 ihre größte Verbreitung. Seither sind die Zahlen rückläufig. 2010 wurde der Verlag der AG mit der Zeitung Sermitsiaq zusammengelegt. Seither ist der staatliche Medienverlag Sermitsiaq.AG für die Herausgabe beider Zeitungen verantwortlich. Beide Zeitungen teilen sich die Onlineausgabe sermitsiaq.ag.

## Chefredakteure
- 1861–1873: Rasmus Berthelsen
- 1873–1922: Lars Møller
- 1922–1952: Kristoffer Lynge
- 1952–1953: Helge Christensen
- 1953–1957: Palle Brandt
- 1958–1960: Jørgen Felbo
- 1960–1962: Erik Erngaard
- 1962–1987: Jørgen Fleischer
- 1987–1993: Philip Lauritzen
- 1993–1996: Laila Ramlau-Hansen
- 1996–20??: Jens Brønden
- 20??–2008: Stina Skifte
- 2008–2011: Inga Dóra G. Markussen
- 20??–2023: Christian Schultz-Lorentzen
- seit 2023: Jette Andersen